# Andrew Charlton
Andrew Charlton (Australia, 12 de agosto de 1907-10 de diciembre de 1975), también llamado Boy Charlton, fue un nadador australiano especializado en pruebas de estilo libre media y larga distancia, donde consiguió ser campeón olímpico en 1924 en los 1500 metros.

## Carrera deportiva
En las Olimpiadas de París 1924 ganó el oro en los 1500 metros estilo libre, la plata en los relevos de 4x200 metros estilo libre, y el bronce en los 400 metros libre. Cuatro años después, en los Juegos Olímpicos de Ámsterdam 1928 ganó la medalla de plata en los 400 metros libre —tras el argentino Alberto Zorrilla— y también la plata en los 1500 metros estilo libre, tras el sueco Arne Borg.